# Trachyguina fimida
Trachyguina fimida är en insektsart som beskrevs av Young 1986. Trachyguina fimida ingår i släktet Trachyguina och familjen dvärgstritar. Inga underarter finns listade i Catalogue of Life.